# Lucimara Parisi
Lucimara Parisi, nome artístico de Maria Tereza Romano (São Paulo, 2 de maio de 1951) é uma apresentadora, jornalista, produtora, radioatriz e locutora de rádio brasileira.

## Biografia
Formada em jornalismo, trabalhou em rádio e televisão como atriz, dubladora e locutora. Foi figurante na TV Paulista, participou do elenco da Rádio Nacional (depois Rádio Globo) de São Paulo, na qual fazia locuções como rádioatriz e também foi dubladora. Participou do programa de rádio de Silvio Santos, interpretando a Candinha no quadro "Mexericos da Candinha", adaptado de uma coluna de revista feminina e que virou música de Roberto Carlos, sobre fofocas de artistas (no estilo que hoje trouxe fama a Nelson Rubens e outros).

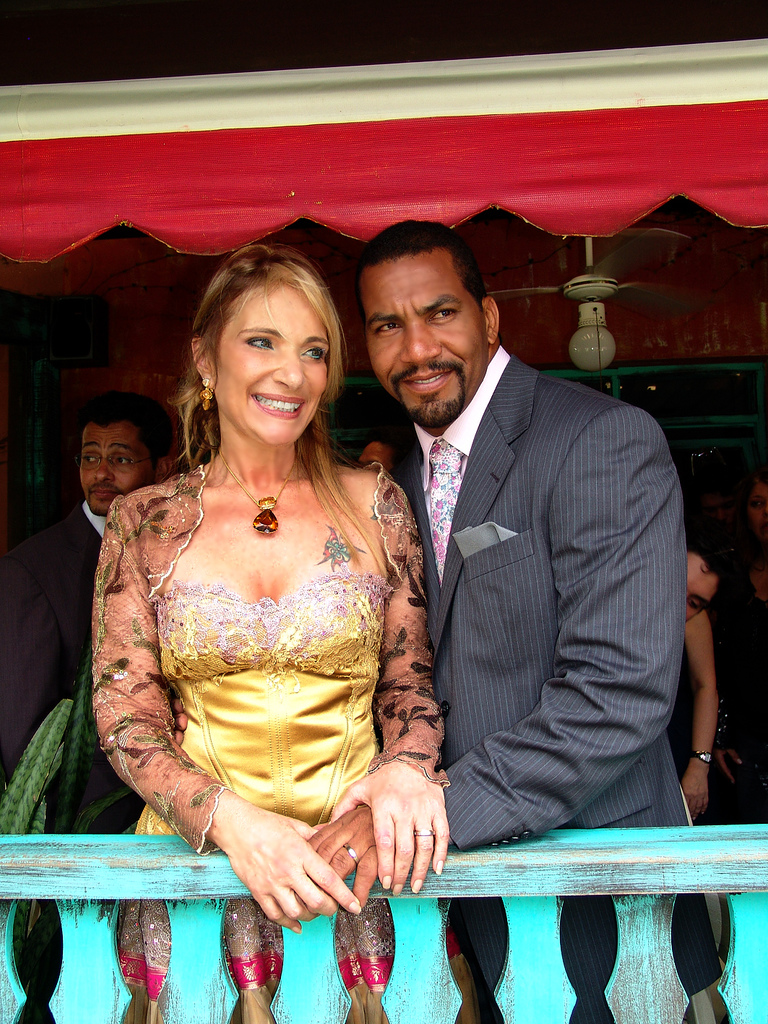
Parisi e o marido, Alexandre Viturino, no dia de seu casamento.

Logo passou a atuar na produção, em que se destacou seu trabalho no programa de rádio Balancê (1983), comandado por Osmar Santos, e como produtora do departamento de esportes da Rádio Nacional. Dirigiu, nos anos 80, o Perdidos na Noite (1984-1988) e foi diretora do Domingão do Faustão desde o início do programa, em 26 de março de 1989 até abril de 2009, quando se licenciou do programa, até em outubro deixar a Globo. Seu relacionamento profissional com Fausto Silva vinha desde a época do programa de rádio Balancê, onde trabalharam juntos.
Sua irreverência frente às câmeras fez com que entrasse para o mundo artístico "de fato": participou da Dança do Gelo no programa de Faustão, mas desistiu ao fraturar três costelas.
Em 2005, lançou sua autobiografia Uma Mulher Que Faz, onde, além de narrar fatos de sua carreira profissional, dá uma aula de comunicação (carece de fontes), ao mostrar como se produz um programa de televisão.

## Vida pessoal
Filha de italianos, nasceu e cresceu em São Paulo, no bairro do Mandaqui. Iniciou sua carreira artística por acaso: Fazia um curso de datilografia, e sua amiga pediu para um dia saírem da aula mais cedo, porque queria que ela a acompanhasse num teste de atriz. Acabou que eles pediram para que ela também gravasse o texto. Sua amiga foi dispensada, e ela, contratada, o que não era sua pretensão, e assim nunca mais saiu da TV, e lá adotou seu nome e sobrenome artístico, Lucimara Parisi, por achar um nome imponente. Iniciou, então, a carreira artística como atriz de rádio e dubladora.
Casou-se pela segunda vez, em dezembro de 2006, com um professor de educação física negro e mais jovem, chamado Alexandre Viturino, o Xandão. O casamento teve um show de Agnaldo Rayol e, ao final, os noivos inovaram ao deixarem a festa pilotando um balão. Juntos, adotaram, em 2008, um menino, a quem batizaram de Gabriel, um sonho antigo do casal que foi realizado. Em entrevistas, revelou sempre querer ter tido um filho negro, e efetuou a adoção interracial para também homenagear o marido. Lucimara tem dois filhos biológicos do seu primeiro casamento, que se chamam: Mário e Mauro. Ela adotou, também durante seu primeiro casamento, as meninas Ariadne e Ariane. Lucimara também já possui cinco netos.

## Atualidade
Em 2009, Lucimara deixou a Rede Globo após 20 anos de parceria com o apresentador Fausto Silva. Ela se transferiu para o SBT no início de 2010 para participar do Programa do Ratinho. Em setembro de 2016, a diretora vira apresentadora na RBTV. Na nova emissora apresenta um programa semanal que leva seu nome.
Em setembro de 2022, Lucimara deixa o Programa do Ratinho.